# Арка Траяна (Рим)
Арка Траяна (итал. L'arco di Traiano di Roma) в Риме — древнеримская триумфальная арка, о которой имеются литературные и материальные свидетельства (изображения на монетах), но местонахождение которой достоверно неизвестно.

## История и описание
Арка в честь императора Траяна должна была быть возведена по указанию римского Сената в 117 году. В течение XIX века ученые выдвигали различные гипотезы о её возможном местонахождении. Наиболее вероятными локациями назывались Форум Траяна, возможно, у монументального входа на Форум, а также Форум Августа.
Сохранилась золотая римская монета (ауреус) с изображением арки, увенчанной императорской триумфальной колесницей, с единым сводом, разделенным по вертикали на пять проходов, обозначенных шестью рядами колонн. Рядом с центральной аркой изображены две ниши с тимпанами с каждой стороны, где предположительно хранились статуи пленников-даков (находящиеся сейчас в Арке Константина). Над нишами располагались щиты с портретами. Триумфальная колесница была запряжена шестью лошадьми и окружена победными трофеями.
Возможно, что изображение на монете представляет собой не арку, а южный вход на площадь форума в виде триумфальной арки, а затем он фактически был посвящён Сенатом Траяну с простым добавлением надписи. Существуют и другие гипотезы.

## Примечание
1. ↑  (Cataloghi regionari REGIO I PORTA CAPENA).